# Membrane externe
La membrane externe est située à la surface de l'enveloppe des négibactéries (Gram négatives). Elle est constituée d'un double feuillet lipidique asymétrique. Le feuillet interne est essentiellement constitué de phospholipides, alors que le feuillet externe contient une majorité de lipopolysaccharides (LPS) excepté chez les chlorobactéries.
Cette membrane contient également différents types de protéines, comme les porines ou d'autres protéines de transport, des enzymes, des protéines intervenants dans le phénomène de conjugaison bactérienne. Il existe également des lipoprotéines de Braun insérées dans le feuillet interne de cette membrane et qui jouent un rôle important dans la stabilisation de la paroi.
Certaines des protéines de cette enveloppe servent de récepteurs à certains bactériophages, notamment les protéines intervenant dans la conjugaison.